# تیر ۱۳۹۰
تیر ۱۳۹۰، چهارمین ماه سال ۱۳۹۰ خورشیدی است.

آغاز آن چهارشنبه: ‎۱ تیر ۱۳۹۰ (۲۲ ژوئن ۲۰۱۱) میلادی

مطابق با ۲۰ رجب ۱۴۳۲ قمری قرارادی می‌باشد.